# Ursula Küper
Ursula Küper (n. 28 noiembrie 1937, Berlin, Germania Nazistă) este o înotătoare germană, medaliată olimpică. A participat la 2 ediții ale Jocurilor Olimpice (1960, 1964) în care a câștigat o medalie de bronz.